# Пенівейт (одиниця вимірювання)
Пенівейт (англ. pennyweight, скорочене позначення — dwt, альтернативне скорочення — pwt або pw) — одиниця маси в тройській системі мір, рівна 24 гранам, 1/20 тройської унції. Зв'язок з одиницею системи SI: 1 dwt = 1,55517384 г (точно).
Pennyweight з англійської буквально перекладається як «вага пенні». Незважаючи на назву, пенівейт не має ніякого відношення до маси нинішньої британської грошової одиниці пенні. Назва пов'язана зі «старим» пенні, який використовувався в Британії до переходу на десяткову систему в 1971 році. Початково 240 монет чеканилися з одного тройського фунта (373,2417216 г) срібла. Таким чином, монета в один «старий» пенні важила 1,55517384 г і позначалася як d (від латинського денарій — denarius). Звідси й походить скорочене позначення пенівейта «dwt».
Використовується у Великій Британії, США, М'янмі, Ліберії переважно в ювелірній справі для зважування благородних металів та дорогоцінного каміння під час виготовлення ювелірних виробів, а також у стоматології.
В Україні в законодавчо регульованій сфері пенівейт не використовується, хоча на ринку країни присутні ваги, зокрема, лабораторні, які надають можливість використання цієї одиниці вимірювання.